# Basquetebol nos Jogos Pan-Americanos de 2023 - 3x3 masculino
O torneio 3x3 masculino de basquetebol nos Jogos Pan-Americanos de 2023 foi realizado entre 21 e 23 de outubro no Estádio Espanhol, em Las Condes. Doze equipes participaram do torneio.

## Qualificação
Uma vaga é garantida ao país anfitrião, outra fora pelo resultado dos Jogos Pan-Americanos Júnior de 2021 e o restante em ambos os gêneros, pela AmeriCup de basquete 3x3.
| Evento                              | Datas                     | Local | Vagas | Classificados                                                           |
| ----------------------------------- | ------------------------- | ----- | ----- | ----------------------------------------------------------------------- |
| País-sede                           | —                         | —     | 1     | Chile                                                                   |
| Jogos Pan-Americanos Júnior de 2021 | 28–30 de novembro de 2021 | Cáli  | 1     | Porto Rico                                                              |
| Copa América de 2022                | 4–6 de novembro de 2022   | Miami | 4     | Estados Unidos · Brasil · Trinidad e Tobago · República Dominicana      |
| Ranking mundial de 3x3 da FIBA      | 30 de junho de 2023       | —     | 6     | Canadá · Venezuela · Argentina · El Salvador · México · Uruguai · Haiti |
| Total                               |                           |       | 12    |                                                                         |

## Formato
As doze equipes foram divididas em quatro grupos de três e jogam entre si em turno único, totalizando três jogos para cada. As duas primeiras colocadas se classificam para as quartas de final, e as vencedoras das quartas de final disputam as semifinais, onde as vencedoras de cada partida disputam a medalha de ouro e as perdedoras a medalha de bronze.

## Medalhistas
|  | USA Estados Unidos                                      |  | CHI Chile                                          |  | TTO Trinidad e Tobago                                     |
|  | Canyon Barry Dylan Travis Jimmer Fredette Kareem Maddox |  | Carlos Lauler Daniel Arcos Diego Silva Kevin Rubio |  | Ahkeem Boyd Ahkeel Boyd Moriba de Freitas Chike Augustine |

## Primeira fase
|  | Equipes classificadas às quartas de final |

Todas as partidas seguem o fuso horário local (UTC-3).
Grupo A
| Equipe             | J | V | D | PF | PC | Dif | Pts |
| ------------------ | - | - | - | -- | -- | --- | --- |
| USA Estados Unidos | 2 | 2 | 0 | 43 | 26 | +17 | 4   |
| MEX México         | 2 | 1 | 1 | 40 | 33 | +7  | 2   |
| ESA El Salvador    | 2 | 0 | 2 | 20 | 44 | –24 | 0   |

| 21 de outubro 15:30 | Relatório | México       | 22–12 | El Salvador                         |  | Estádio Espanhol, Las Condes Árbitros: MEX Jorge García ARG María Olivieri |  |
| 21 de outubro 15:30 | Relatório | Pts: Ruiz 11 |       | Pts: Abullarade, Figueroa, Merino 4 |  | Estádio Espanhol, Las Condes Árbitros: MEX Jorge García ARG María Olivieri |  |

| 21 de outubro 19:30 | Relatório | Estados Unidos  | 22–8 | El Salvador   |  | Estádio Espanhol, Las Condes Árbitros: CHI Felipe Valenzuela BRA Ana Zachi |  |
| 21 de outubro 19:30 | Relatório | Pts: Fredette 9 |      | Pts: Merino 7 |  | Estádio Espanhol, Las Condes Árbitros: CHI Felipe Valenzuela BRA Ana Zachi |  |

| 22 de outubro 15:00 | Relatório | Estados Unidos   | 21–18 | México        |  | Estádio Espanhol, Las Condes Árbitros: ARG Lautaro Ojeda PUR Sonia Maldonado |  |
| 22 de outubro 15:00 | Relatório | Pts: Fredette 11 |       | Pts: Zesati 8 |  | Estádio Espanhol, Las Condes Árbitros: ARG Lautaro Ojeda PUR Sonia Maldonado |  |

Grupo B
| Equipe                   | J | V | D | PF | PC | Dif | Pts |
| ------------------------ | - | - | - | -- | -- | --- | --- |
| PUR Porto Rico           | 2 | 2 | 0 | 42 | 20 | +22 | 4   |
| TTO Trinidad e Tobago    | 2 | 1 | 1 | 28 | 36 | –8  | 2   |
| DOM República Dominicana | 2 | 0 | 2 | 29 | 43 | –14 | 0   |

| 21 de outubro 16:00 | Relatório | República Dominicana | 15–22 | Trinidad e Tobago   |  | Estádio Espanhol, Las Condes Árbitros: URU Nicolás Sarli CHI Felipe Valenzuela |  |
| 21 de outubro 16:00 | Relatório | Pts: Reyes 7         |       | Pts: Ahkeel Boyd 13 |  | Estádio Espanhol, Las Condes Árbitros: URU Nicolás Sarli CHI Felipe Valenzuela |  |

| 21 de outubro 20:00 | Relatório | Porto Rico   | 21–6 | Trinidad e Tobago  |  | Estádio Espanhol, Las Condes Árbitros: ARG María Olivieri COL Yilizeth Vence |  |
| 21 de outubro 20:00 | Relatório | Pts: Matos 9 |      | Pts: Ahkeem Boyd 4 |  | Estádio Espanhol, Las Condes Árbitros: ARG María Olivieri COL Yilizeth Vence |  |

| 22 de outubro 15:30 | Relatório | Porto Rico    | 21–14 | República Dominicana |  | Estádio Espanhol, Las Condes Árbitros: CHI Felipe Valenzuela CAN Marie Houle |  |
| 22 de outubro 15:30 | Relatório | Pts: Ocasio 8 |       | Pts: Nuñez 8         |  | Estádio Espanhol, Las Condes Árbitros: CHI Felipe Valenzuela CAN Marie Houle |  |

Grupo C
| Equipe        | J | V | D | PF | PC | Dif | Pts |
| ------------- | - | - | - | -- | -- | --- | --- |
| CHI Chile     | 2 | 2 | 0 | 44 | 30 | +14 | 4   |
| URU Uruguai   | 2 | 1 | 1 | 34 | 42 | –8  | 2   |
| ARG Argentina | 2 | 0 | 2 | 37 | 43 | –6  | 0   |

| 21 de outubro 16:30 | Relatório | Argentina    | 20–21 | Uruguai         |  | Estádio Espanhol, Las Condes Árbitros: PUR Sonia Maldonado COL Yilizeth Vence |  |
| 21 de outubro 16:30 | Relatório | Pts: Ramos 9 |       | Pts: Álvarez 14 |  | Estádio Espanhol, Las Condes Árbitros: PUR Sonia Maldonado COL Yilizeth Vence |  |

| 21 de outubro 20:30 | Relatório | Chile          | 22–13 | Uruguai        |  | Estádio Espanhol, Las Condes Árbitros: PUR Sonia Maldonado CAN Marie Houle |  |
| 21 de outubro 20:30 | Relatório | Pts: Lauler 10 |       | Pts: Álvarez 4 |  | Estádio Espanhol, Las Condes Árbitros: PUR Sonia Maldonado CAN Marie Houle |  |

| 22 de outubro 16:00 | Relatório | Chile        | 22–17 | Argentina    |  | Estádio Espanhol, Las Condes Árbitros: DOM Jorge García COL Yilizeth Vence |  |
| 22 de outubro 16:00 | Relatório | Pts: Silva 9 |       | Pts: Ramos 7 |  | Estádio Espanhol, Las Condes Árbitros: DOM Jorge García COL Yilizeth Vence |  |

Grupo D
| Equipe        | J | V | D | PF | PC | Dif | Pts |
| ------------- | - | - | - | -- | -- | --- | --- |
| BRA Brasil    | 2 | 2 | 0 | 41 | 26 | +15 | 4   |
| VEN Venezuela | 2 | 1 | 1 | 40 | 36 | +4  | 2   |
| HAI Haiti     | 2 | 0 | 2 | 23 | 42 | –19 | 0   |

| 21 de outubro 15:00 | Relatório | Venezuela       | 21–16 | Haiti        |  | Estádio Espanhol, Las Condes Árbitros: CAN Marie Houle ARG Lautaro Ojeda |  |
| 21 de outubro 15:00 | Relatório | Pts: Palacios 9 |       | Pts: Macon 5 |  | Estádio Espanhol, Las Condes Árbitros: CAN Marie Houle ARG Lautaro Ojeda |  |

| 21 de outubro 19:00 | Relatório | Brasil             | 21–7 | Haiti          |  | Estádio Espanhol, Las Condes Árbitros: DOM Jorge García ARG Lautaro Ojeda |  |
| 21 de outubro 19:00 | Relatório | Pts: Branquinho 12 |      | Pts: Salvant 4 |  | Estádio Espanhol, Las Condes Árbitros: DOM Jorge García ARG Lautaro Ojeda |  |

| 22 de outubro 16:30 | Relatório | Brasil           | 20–19 | Venezuela       |  | Estádio Espanhol, Las Condes Árbitros: ARG María Olivier CHI Felipe Valenzuela |  |
| 22 de outubro 16:30 | Relatório | Pts: De Mello 10 |       | Pts: Palacios 9 |  | Estádio Espanhol, Las Condes Árbitros: ARG María Olivier CHI Felipe Valenzuela |  |

## Fase final
|  | Quartas de final      | Quartas de final      |                       |    | Semifinal           | Semifinal           |  |  | Final | Final |
|  |                       |                       |                       |    |                     |                     |  |  |       |       |
|  | 22 de outubro – 19:00 |                       |                       |    |                     |                     |  |  |       |       |
|  |                       |                       |                       |    |                     |                     |  |  |       |       |
|  | Estados Unidos        | 21                    |                       |    |                     |                     |  |  |       |       |
|  | Estados Unidos        | 21                    | 23 de outubro – 17:00 |    |                     |                     |  |  |       |       |
|  | Uruguai               | 10                    |                       |    |                     |                     |  |  |       |       |
|  | Uruguai               | 10                    | Estados Unidos        | 21 |                     |                     |  |  |       |       |
|  | 22 de outubro – 19:30 |                       | Estados Unidos        | 21 |                     |                     |  |  |       |       |
|  |                       | Trinidad e Tobago     | 9                     |    |                     |                     |  |  |       |       |
|  | Brasil                | Trinidad e Tobago     | 9                     | 19 |                     |                     |  |  |       |       |
|  | Brasil                |                       | 23 de outubro – 19:30 | 19 |                     |                     |  |  |       |       |
|  | Trinidad e Tobago     | 20                    |                       |    |                     |                     |  |  |       |       |
|  | Trinidad e Tobago     | 20                    | Estados Unidos        | 21 |                     |                     |  |  |       |       |
|  | 22 de outubro – 20:00 |                       | Estados Unidos        | 21 |                     |                     |  |  |       |       |
|  |                       | Chile                 | 15                    |    |                     |                     |  |  |       |       |
|  | Porto Rico            | Chile                 | 15                    | 18 |                     |                     |  |  |       |       |
|  | Porto Rico            | 23 de outubro – 17:30 |                       | 18 |                     |                     |  |  |       |       |
|  | Venezuela             | 21                    |                       |    |                     |                     |  |  |       |       |
|  | Venezuela             | 21                    | Venezuela             | 20 |                     |                     |  |  |       |       |
|  | 22 de outubro – 20:30 |                       | Venezuela             | 20 |                     |                     |  |  |       |       |
|  |                       | Chile                 | 22                    |    | Disputa pelo bronze | Disputa pelo bronze |  |  |       |       |
|  | Chile                 | Chile                 | 22                    | 21 | Disputa pelo bronze | Disputa pelo bronze |  |  |       |       |
|  | Chile                 |                       | 23 de outubro – 18:30 | 21 |                     |                     |  |  |       |       |
|  | México                | 15                    |                       |    |                     |                     |  |  |       |       |
|  | México                | 15                    | Trinidad e Tobago     | 21 |                     |                     |  |  |       |       |
|  |                       |                       |                       |    |                     |                     |  |  |       |       |
|  | Venezuela             | 20                    |                       |    |                     |                     |  |  |       |       |
|  | Venezuela             | 20                    |                       |    |                     |                     |  |  |       |       |

### Quartas de final
| 22 de outubro 19:00 | Relatório | Estados Unidos  | 21–10 | Uruguai        |  | Estádio Espanhol, Las Condes Árbitros: CHI Felipe Valenzuela COL Yilizeth Vence |  |
| 22 de outubro 19:00 | Relatório | Pts: Fredette 9 |       | Pts: Cardozo 4 |  | Estádio Espanhol, Las Condes Árbitros: CHI Felipe Valenzuela COL Yilizeth Vence |  |

| 22 de outubro 19:30 | Relatório | Brasil             | 19–20 | Trinidad e Tobago   |  | Estádio Espanhol, Las Condes Árbitros: PUR Sonia Maldonado ARG Lautaro Ojeda |  |
| 22 de outubro 19:30 | Relatório | Pts: Branquinho 11 |       | Pts: Ahkeel Boyd 11 |  | Estádio Espanhol, Las Condes Árbitros: PUR Sonia Maldonado ARG Lautaro Ojeda |  |

| 22 de outubro 20:00 | Relatório | Porto Rico   | 18–21 | Venezuela        |  | Estádio Espanhol, Las Condes Árbitros: CHI Felipe Valenzuela CAN Marie Houle |  |
| 22 de outubro 20:00 | Relatório | Pts: Matos 9 |       | Pts: Rodríguez 7 |  | Estádio Espanhol, Las Condes Árbitros: CHI Felipe Valenzuela CAN Marie Houle |  |

| 22 de outubro 20:30 | Relatório | Chile         | 21–15 | México         |  | Estádio Espanhol, Las Condes Árbitros: DOM Jorge García PUR Sonia Maldonado |  |
| 22 de outubro 20:30 | Relatório | Pts: Lauler 8 |       | Pts: Zesati 10 |  | Estádio Espanhol, Las Condes Árbitros: DOM Jorge García PUR Sonia Maldonado |  |

### Semifinal
| 23 de outubro 17:00 | Relatório | Estados Unidos   | 21–9 | Trinidad e Tobago  |  | Estádio Espanhol, Las Condes Árbitros: CHI Felipe Valenzuela COL Yilizeth Vence |  |
| 23 de outubro 17:00 | Relatório | Pts: Fredette 11 |      | Pts: Ahkeel Boyd 5 |  | Estádio Espanhol, Las Condes Árbitros: CHI Felipe Valenzuela COL Yilizeth Vence |  |

| 23 de outubro 17:30 | Relatório | Venezuela        | 20–22 | Chile         |  | Estádio Espanhol, Las Condes Árbitros: PUR Sonia Maldonado DOM Jorge García |  |
| 23 de outubro 17:30 | Relatório | Pts: Rodríguez 8 |       | Pts: Rubio 10 |  | Estádio Espanhol, Las Condes Árbitros: PUR Sonia Maldonado DOM Jorge García |  |

### Disputa pelo bronze
| 23 de outubro 18:30 | Relatório | Trinidad e Tobago   | 21–20 | Venezuela        |  | Estádio Espanhol, Las Condes Árbitros: DOM Jorge García COL Yilizeth Vence |  |
| 23 de outubro 18:30 | Relatório | Pts: Ahkeel Boyd 12 |       | Pts: Palacios 10 |  | Estádio Espanhol, Las Condes Árbitros: DOM Jorge García COL Yilizeth Vence |  |

### Final
| 23 de outubro 19:30 | Relatório | Estados Unidos | 21–15 | Chile        |  | Estádio Espanhol, Las Condes Árbitros: PUR Sonia Maldonado DOM Jorge García |  |
| 23 de outubro 19:30 | Relatório | Pts: Barry 8   |       | Pts: Rubio 7 |  | Estádio Espanhol, Las Condes Árbitros: PUR Sonia Maldonado DOM Jorge García |  |

## Classificação final
| Pos.              | Equipe               | Campanha | Campanha | Campanha |
| Pos.              | Equipe               | V        | D        |          |
| ----------------- | -------------------- | -------- | -------- | -------- |
| Medalha de ouro   | Estados Unidos       | 5        | 0        |          |
| Medalha de prata  | Chile                | 4        | 1        |          |
| Medalha de bronze | Trinidad e Tobago    | 2        | 2        |          |
| 4                 | Venezuela            | 2        | 3        |          |
| 5                 | Porto Rico           | 2        | 1        |          |
| 5                 | Brasil               | 2        | 1        |          |
| 5                 | México               | 1        | 2        |          |
| 5                 | Uruguai              | 1        | 2        |          |
| 9                 | Argentina            | 0        | 2        |          |
| 9                 | República Dominicana | 0        | 2        |          |
| 9                 | El Salvador          | 0        | 2        |          |
| 9                 | Haiti                | 0        | 2        |          |